# Marius Popa
Marius Cornel Popa (ur. 31 lipca 1978 w Oradei) – piłkarz rumuński grający na pozycji bramkarza.

## Kariera klubowa
Popa pochodzi z Oradei. Wychował się w tamtejszym klubie Bihor Oradea. W 1997 roku zaczął występować w bramce Bihoru w rozgrywkach trzeciej ligi, a w 1998 roku awansował z nią do drugiej ligi. Na drugim froncie w barwach Bihoru grał do końca 1999 roku, a na początku 2000 został sprzedany do pierwszoligowego Naționalu Bukareszt. W rumuńskiej ekstraklasie po raz pierwszy wystąpił 3 maja w wygranym 3:0 domowym meczu z FC Onești. Do końca sezonu 2002/2003 był dublerem dla Bogdana Vintili, który latem 2003 odszedł do tureckiego Bursasporu. Wtedy też Popa stał się podstawowym golkiperem stołecznego zespołu, w którym grał do końca 2004 roku.
Na początku 2005 roku Popa odszedł do Politehniki Timişoara. Swój pierwszy mecz w nowym klubie rozegrał 11 marca przeciwko CFR-Ecomax Cluj (3:0). Od czasu debiutu stał się pierwszym bramkarzem Politehniki i na koniec sezonu zajął z nią 6. miejsce w Divizii A. W kolejnych sezonach zajmował z nią niższe miejsca w tabeli: w 2006 roku – 8., w 2007 – 7., a w 2008 roku – także 7. Natomiast w 2009 roku wywalczył wicemistrzostwo Rumunii.
Latem 2009 Popa został zawodnikiem klubu Internațional Curtea de Argeș, a w 2010 roku trafił do Pandurii Târgu Jiu.
| Sezon   | Klub                          | Kraj    | Rozgrywki | Mecze | Bramki |
| ------- | ----------------------------- | ------- | --------- | ----- | ------ |
| 1997/98 | Bihor Oradea                  | Rumunia | Divizia C | ?     | 0      |
| 1998/99 | Bihor Oradea                  | Rumunia | Divizia B | 27    | 0      |
| 1999/00 | Bihor Oradea                  | Rumunia | Divizia B | 7     | 0      |
| 1999/00 | Național Bukareszt            | Rumunia | Divizia A | 1     | 0      |
| 2000/01 | Național Bukareszt            | Rumunia | Divizia A | 5     | 0      |
| 2001/02 | Național Bukareszt            | Rumunia | Divizia A | 1     | 0      |
| 2002/03 | Național Bukareszt            | Rumunia | Divizia A | 7     | 0      |
| 2003/04 | Național Bukareszt            | Rumunia | Divizia A | 18    | 0      |
| 2004/05 | Național Bukareszt            | Rumunia | Divizia A | 14    | 0      |
| 2004/05 | Politehnica Timişoara         | Rumunia | Divizia A | 15    | 0      |
| 2005/06 | Politehnica Timişoara         | Rumunia | Divizia A | 29    | 0      |
| 2006/07 | Politehnica Timişoara         | Rumunia | Divizia A | 26    | 0      |
| 2007/08 | Politehnica Timişoara         | Rumunia | Liga I    | 30    | 0      |
| 2008/09 | FC Timişoara                  | Rumunia | Liga I    | 0     | 0      |
| 2009/10 | Internațional Curtea de Argeș | Rumunia | Liga I    | 30    | 0      |
| 2010/11 | Pandurii Târgu Jiu            | Rumunia | Liga I    | 12    | 0      |
| 2010/11 | Universitatea Kluż            | Rumunia | Liga I    | 12    | 0      |
| 2011/12 | Universitatea Kluż            | Rumunia | Liga I    | 10    | 0      |

## Kariera reprezentacyjna
W reprezentacji Rumunii Popa zadebiutował 26 marca 2008 roku w wygranym 3:0 towarzyskim spotkaniu z Rosją. Wiosną tego roku został powołany przez selekcjonera Victora Pițurcę do kadry na Euro 2008, na którym ma pełnić rolę rezerwowego dla Bogdana Lobonța.